# 王塚古墳 (神戸市)
王塚古墳（おうつかこふん、吉田王塚古墳/玉津王塚古墳）は、兵庫県神戸市西区王塚台にある古墳。形状は前方後円墳。
実際の被葬者は明らかでないが、宮内庁により「玉津陵墓参考地」（被葬候補者：第31代用明天皇皇子当麻皇子妃舎人姫王）として陵墓参考地に治定されている。

## 概要
| 古墳名       | 形状       | 規模       | 築造時期 |
| ------------ | ---------- | ---------- | -------- |
| 白水瓢塚古墳 | 前方後円墳 | 墳丘長56m  | 4c初頭   |
| 五色塚古墳   | 前方後円墳 | 墳丘長194m | 4c後半   |
| 王塚古墳     | 前方後円墳 | 墳丘長74m  | 5c初頭   |

兵庫県南部、明石川右岸の印南野台地の東縁部に築造された古墳である。現在は宮内庁の治定墓として同庁の管理下にあり、2000年度（平成12年度）には宮内庁書陵部により墳丘裾部で発掘調査が実施されている。
墳形は前方後円形で、前方部を南方向に向ける。墳丘の段築は現在では認められないが、元は3段築成と推定される。推定墳丘長は約74メートルを測り、明石地域では五色塚古墳（神戸市垂水区）に次ぐ規模になる。墳丘外表では、葺石（主に明石川から採石）や円筒埴輪・形象埴輪（家形・盾形・蓋形・壺形埴輪）が検出されている。墳丘周囲には墳丘と相似形の周濠が巡らされているが、元来の濠の形状は詳らかでない。埋葬施設は明らかでない。また、周辺には陪塚として3基が存在したと伝えられ、うち2基が現存し王塚古墳同様に宮内庁の管理下にある。
この王塚古墳は、古墳時代中期の5世紀初頭（または5世紀前半）頃の築造と推定される。明石川流域では白水瓢塚古墳（神戸市西区伊川谷町潤和）に続く首長墓に位置づけられ、旧明石郡域で見ると五色塚古墳に続く首長墓に位置づけられる。五色塚古墳に続く古墳でありながら、明石海峡から離れるとともに規模を縮小する点、および五色塚古墳の大規模な埴輪生産体制が継承されていない点が注意される。なお王塚古墳の周辺では古墳時代前期-中期の集落遺跡の吉田南遺跡があり、王塚古墳の被葬者の居館の存在可能性が指摘される。

## 墳丘

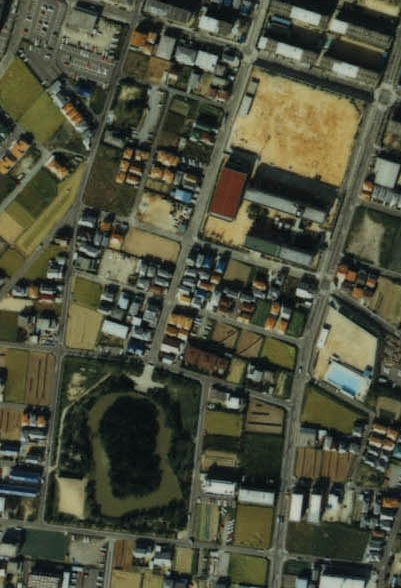
王塚古墳の航空写真（1985年）。

墳丘の規模は次の通り。値は宮内庁の測量図に基づく（括弧内は推定復原値）。
- 墳丘長：69メートル（推定74メートル）
- 後円部 - 3段築成か。
  - 直径：38メートル（推定44メートル）
- 前方部 - 3段築成か。
  - 幅：34メートル（推定42メートル）

2000年度（平成12年度）の調査において墳丘裾部の全周が削り取られていることが判明しており、括弧内はそれを加味し復原した場合の値になる。

## 被葬者
本古墳の被葬者は明らかでない。宮内庁では被葬者を特に定めない陵墓参考地に治定しているが、被葬候補者として用明天皇（第31代）皇子の当麻皇子の妃の舎人姫王（とねりのひめおおきみ、舎人皇女<とねりのひめみこ>）が想定されている。この舎人姫王は飛鳥時代の皇族で、『日本書紀』推古天皇紀によれば、推古天皇11年（603年）に夫の当麻皇子が征新羅将軍として出征する際に付き従ったが、同年7月にその途上の播磨の赤石（= 明石）で薨じ、赤石の「檜笠岡の上」に葬られたという。本古墳が宮内庁により陵墓参考地に治定されたのは、その墓に擬されたことによる。ただし、前述のように本古墳が実際には舎人姫王のはるか以前（5世紀初頭）の築造になることは明らかで、舎人姫王は本古墳の被葬者として不適当であり、また正確な「檜笠岡の上」の所在も未だ詳らかでない。

## 陪塚
王塚古墳の周囲では陪塚（陪冢）3基の築造が伝えられ、うち次の2基が現存する。
- 北陪塚（北緯34度40分29.52秒 東経134度58分20.44秒 / 北緯34.6748667度 東経134.9723444度）
「飛地い号」として玉津陵墓参考地の陪冢に治定。通称「幣塚」。王塚古墳の北方の幣塚公園内に位置する。直径約10メートルの円墳状であるが、詳細は不明[3]。
- 東陪塚（北緯34度40分18.19秒 東経134度58分30.65秒 / 北緯34.6717194度 東経134.9751806度）
「飛地ろ号」として玉津陵墓参考地の陪冢に治定。王塚古墳の東方に位置する。一辺約15メートルの方墳状であるが、詳細は不明[3]。

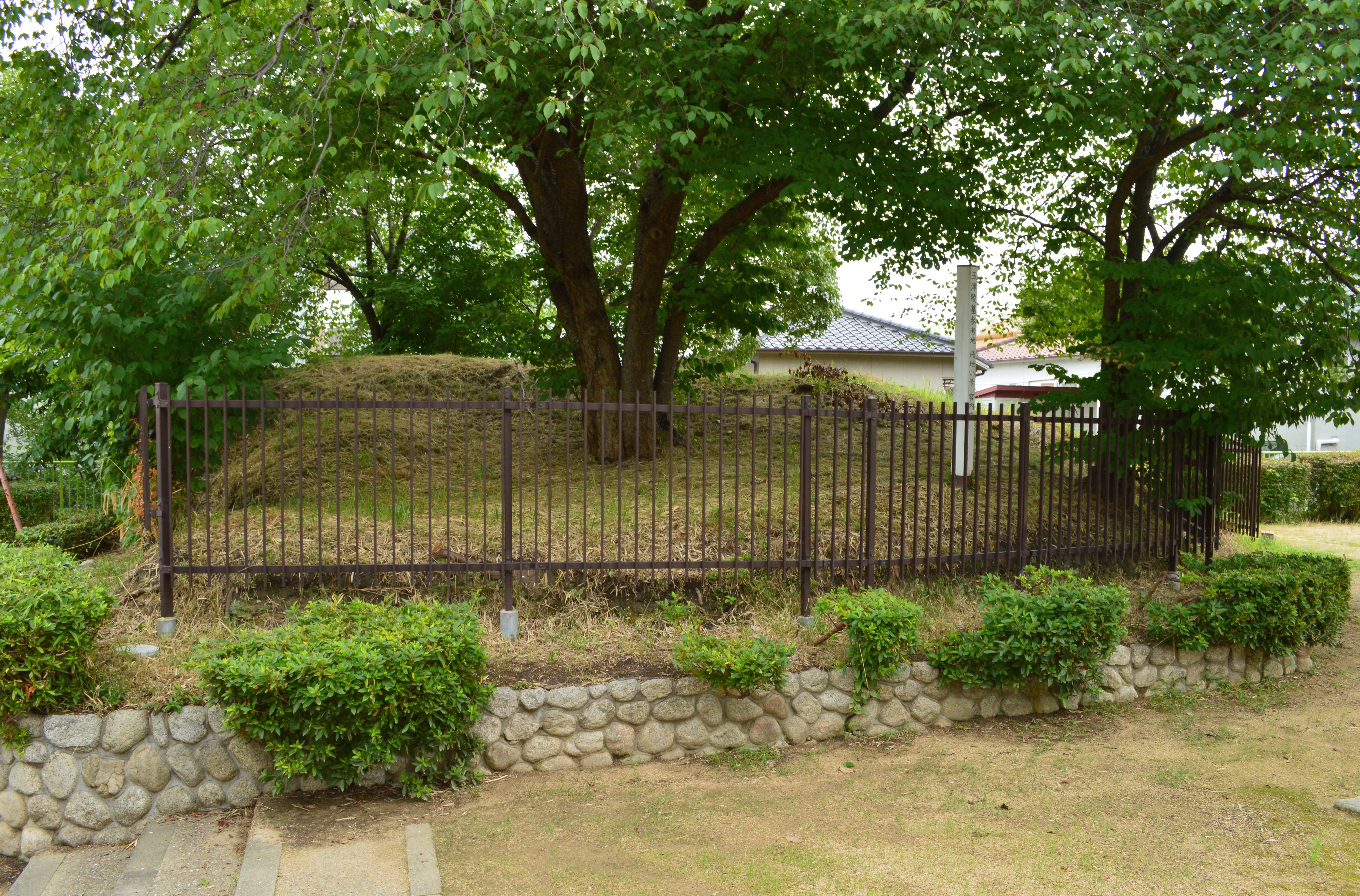
北陪塚（幣塚、飛地い号）
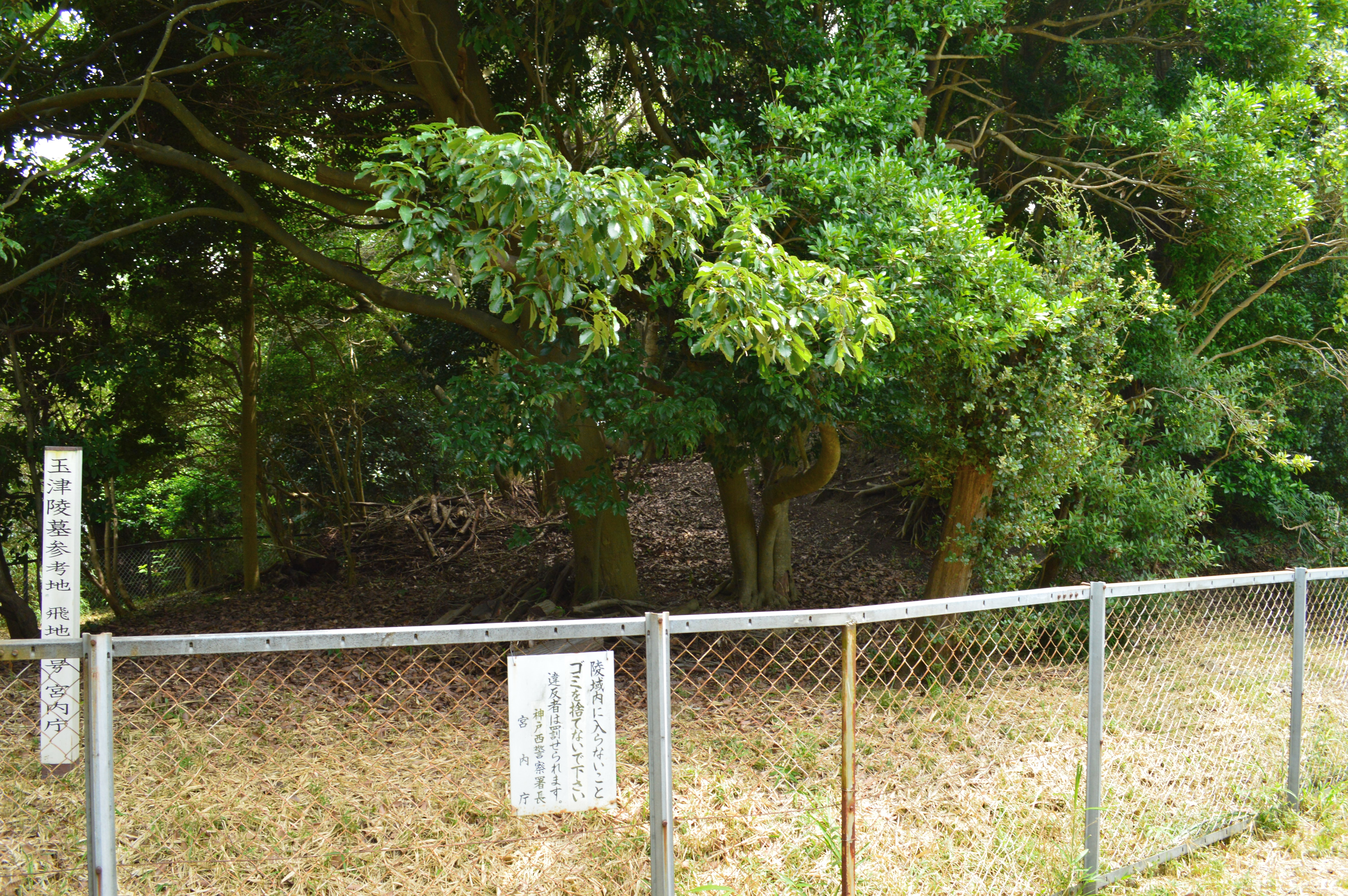
東陪塚（飛地ろ号）

## 周辺
- 吉田郷土館 - 周辺の遺跡の資料を展示。